# Carlos Reutemann
Carlos Alberto „Lole” Reutemann (n. 12 aprilie 1942, Santa Fe, Provincia Santa Fe, Argentina – d. 7 iulie 2021, Santa Fe, Provincia Santa Fe, Argentina) a fost un pilot de curse argentinian care a concurat în Campionatul Mondial de Formula 1 din 1972 până în 1982, iar mai târziu a devenit politician în provincia natală Santa Fe, pentru Partidul Justicialist, și guvernator al orașului Santa Fe din Argentina.